# Mate Uzinić
Mate Uzinić (ur. 17 września 1967 w Dubravie) – chorwacki duchowny katolicki, biskup diecezjalny Dubrownika w latach 2011-2020, arcybiskup koadiutor Rijeki w latach 2020-2022, arcybiskup metropolita Rijeki od 2022.

## Życiorys

### Prezbiterat
Święcenia kapłańskie otrzymał 27 czerwca 1993 i został inkardynowany do archidiecezji splicko-makarskiej. Po kilkuletnim stażu wikariuszowskim podjął w Rzymie studia licencjackie z zakresu praw kanonicznego i świeckiego, zaś w 2000 powrócił do kraju i został wikariuszem sądowym. Od 2001 był także rektorem splickiego seminarium.

### Episkopat
24 stycznia 2011 papież Benedykt XVI mianował go biskupem ordynariuszem diecezji dubrownickiej. Sakry biskupiej udzielił mu abp Marin Barišić. 
4 listopada 2020 papież Franciszek przeniósł go na urząd arcybiskupa koadiutora Rijeki. Urząd metropolity objął 11 października 2022, po rezygnacji ks. abpa Ivana Devčicia.